# 近藤隆左衛門
近藤 隆左衛門（こんどう りゅうざえもん、寛政3年（1791年） - 嘉永2年12月3日（1850年1月15日））は、江戸後期の薩摩藩士。諱は泰龑（やすてん）。

## 略歴
藩の町奉行・物頭を勤めていた。藩世子の島津斉彬の襲封を画策し、それに反する家老島津久徳らお由羅派の暗殺を謀議したとの咎で、嘉永2年（1850年）高崎五郎右衛門らとともに出頭を命ぜられ、即日切腹させられた（謀議の真偽については不明）。隆左衛門は特に重罪とされ、士籍剥奪に加えて死後刑も処せられた。ちなみに士籍は子の金吉の代で回復した。

## 系譜
- 父：近藤泰盛
- 母：不詳
- 妻：不詳
  - 男子：近藤金吉